# 永嶋美佐子
永嶋 美佐子（ながしま みさこ、1969年9月11日 - ）は、日本の女優、スタントマン、スーツアクターである。埼玉県出身。
倉田プロモーションにてアクションを学び、現在に至る。

## 出演

### 映画
- 仮面学園（2000年、東映） - スタント
- 特攻アルテミス（2001年） - 擬闘
- 殺しの烙印 ピストルオペラ（2001年、松竹） - スタント
- リターナー（2002年、東宝） - 主演スタント 他
- あずみ（2003年、東宝） - 主演スタント
- HINOKIO（2004年、松竹） - 主演スタント
- 時空警察ハイペリオン(2009年)-スタント
- ハイキック・ガール!（2009年）
- 貞子vs伽椰子（2016年、KADOKAWA） - 法柳の助手B 役

### テレビ
- ウルトラマンティガ（1997年、MBS） - 吸血鬼 役
- 仮面天使ロゼッタ（1998年、TX） - 仮面天使ロゼッタ（スーツアクター） 役
- ウルトラマンガイア 第50・51話（1998年、MBS）- 根源破滅天使ゾグ・第1形態（スーツアクター） 役
- はみだし刑事情熱系（1998年、ANB） - スタント
- 千年王国III銃士ヴァニーナイツ（1999年、ANB） - アリエル吹き替え
- 金田一少年の事件簿（2001年、NTV）
- 火曜サスペンス劇場（2002年、NTV）
- ビッグマネー（2002年、CX）
- 刑事☆イチロー（2003年、TBS） - 主演スタント
- 恋する日曜日～電車（2003年、BS-i） - 主演スタント・スタントコーディネイト
- 超星神グランセイザー（2003年 - 2004年、TX） - セイザーミトラス（スーツアクター） 役
- ケータイ刑事 銭形泪 第5話（2003年、BS-i） - 浦島万亀 役
- ウンナン＆鶴瓶のMOVIE MAGIC（2003年、NTV）
- アッパレ最強祭（2004年、NTV）
- 金曜ナイトドラマ「ああ探偵事務所」（2004年、ANB）
- イドバタ7（2005年、TX）
- ズームイン!!SUPER（2005年、NTV） - ワイヤーワーク助手
- ウルトラマンメビウス 第39話（2007年、CBC） - 日ノ出サユリ（美保純）吹き替え
- 屋上のあるアパート[注 1]（2011年、TBS）
- パワーレンジャーシリーズ（ニコロディオン）
  - パワーレンジャー・メガフォース（2013年） - イエローレンジャー（スーツアクター） 役
  - パワーレンジャースーパーメガフォース（2014年） - イエローレンジャー（スーツアクター） 役
  - パワーレンジャー・ダイノチャージ（2015年） - ピンクレンジャー（スーツアクター） 役
  - パワーレンジャーダイノスーパーチャージ（2016年） - ピンクレンジャー（スーツアクター）、パープルレンジャー（スーツアクター） 役
  - パワーレンジャーニンジャスティール（2017年） - ピンクレンジャー（スーツアクター） 役
  - パワーレンジャースーパーニンジャスティール（2018年） - ピンクレンジャー（スーツアクター） 役
  - パワーレンジャー・ビーストモーファー（2019年） - イエローレンジャー（スーツアクター）、MMPRピンクレンジャー 役

### オリジナルビデオ
- 仮面天使ロゼッタ 漆黒のフレイア（1999年） - 仮面天使ロゼッタ（スーツアクター） 役
- 魔神騎士ジャック☆ガイスト（2001年） - 神官ムーン 役
- 時空警察ヴェッカー（2001年） - スーツアクトレス
- ガードレス～復讐の女暗殺者（2001年、竹書房）

### CM
- J-PHONE
- ゼクシィ
- リカルデントガム

### PV
- SPORTS「Super sonic」（Victor） - スタント
- BONNIE PINK「Tonight, the Night」（WarnerMusic） - スタント
- 無頼庵「シンギン」（徳間ジャパン）

### ゲーム作品
モーションキャプチャー多数

### イベント
スタントショー・サーカス多数